# Bener Mulie
Bener Mulie is een bestuurslaag in het regentschap Bener Meriah van de provincie Atjeh, Indonesië. Bener Mulie telt 1134 inwoners (volkstelling 2010).